# Zorzines shin
Zorzines shin là một loài bướm đêm trong họ Noctuidae.